# Don Furcio Buscabollos
Don Furcio Buscabollos és un personatge creat per Guillem Cifré, protagonista d'una sèrie d'historietes humorístiques el títol complet de les quals era inicialment Las tremebundas fazañas de Don Furcio Buscabollos, però aviat van acabar resumint la capçalera al nom del personatge.
Va aparèixer per primera vegada a la revista Pulgarcito el 1947 i es va publicar també a Super Pulgarcito (1949), Ven y Ven, Suplemento de Historietas de El DDT (1959), Tío Vivo (1961) i a les contraportades de la col·lecció Jabato Color (1969).
Sembla que Rafael González va intervenir com a principal instigador de la seva realització. El dibuixant va manifestar en diverses ocasions que, de totes les seves creacions, aquesta era la seva preferida.

## Argument
La sèrie, de caràcter humorístic, està ambientada a finals de l'Edat Mitjana (sense cap pretensió de versemblança) i els seus protagonistes són el cavaller Don Furcio Buscabollos i la seva egua Isabelita. Don Furcio és baixet, calb i amb un llarg bigoti, que recorda al de Salvador Dalí. Sol anar proveït d'armadura, i s'expressa en una estranya mescla de castellà clarament arcaic i italià macarrònic. Isabelita està proveïda del do de la parla, gens usual per a una egua, i camina gairebé sempre sobre les seves potes posteriors; porta guants blancs i corretjam al cap. És la serventa de Don Furcio i també la seva confident i escudera.
Com un ressò del Quixot de la Manxa, l'aspiració de Don Furcio és "desfacer" embolics que troba en el seu camí, imbuït de les regles de cavalleria, obtenint com el Quixot, malgrat comptar amb el sentit comú de Isabelita, gairebé sempre resultats catastròfics. Don Furcio, en el compliment dels seus deures com a cavaller, ajudava infants en dificultats, perseguia “malandrines” i malfactors, i salvava a dames en destrets... o aquesta era la seva intenció, ja que l'èxit no acostumava a acompanyar-lo.
La versemblança històrica no era un aspecte important a la sèrie i els anacronismes eren constants: dins les seves vinyetes hi podien aparèixer aparadors de tendes absolutament moderns, trens, ràdios o afaitadores elèctriques. Isabelita, l'euga parlant i submisa i al mateix temps escudera del cavaller, es preocupava sempre pel seu senyor i intentava posar una mica de sentit comú a la vida de l'ingenu i agosarat Don Furcio. L'economia de la casa no era gaire bona: a vegades, el molt “noble” Don Furcio es trobava a la presó per la muntanya de deutes que havia acumulat.